# Pointe Nord de Moming
Pointe Nord de Moming är en bergstopp i Schweiz.   Den ligger i distriktet Visp och kantonen Valais, i den södra delen av landet, 100 km söder om huvudstaden Bern. Toppen på Pointe Nord de Moming är 3 800 meter över havet, eller 29 meter över den omgivande terrängen. Bredden vid basen är 0,23 km.
Terrängen runt Pointe Nord de Moming är huvudsakligen mycket bergig. Närmaste större samhälle är Zermatt, 7,3 km sydost om Pointe Nord de Moming. 
Trakten runt Pointe Nord de Moming består i huvudsak av gräsmarker. Runt Pointe Nord de Moming är det ganska glesbefolkat, med 27 invånare per kvadratkilometer.